# Теслев, Пётр Петрович
Пётр Петро́вич Те́слев (при рождении Пе́тер Гео́рг Те́слефф швед. Peter Georg Thesleff; 16 (27) мая 1775, Выборг — 5 (17) июля 1844, Лийматта, Великое княжество Финляндское) — военнослужащий Российской империи, генерал-майор (1822), военный топограф, участник войн против Наполеона.

## Биография
Родился 16 мая 1775 года в Выборге в семье ратмана и титулярного советника Петера Вильгельма Теслеффа. Его младшим братом был генерал Александр Теслев (1778—1847).
Окончил Соборную школу (Сathedralskolan) в Выборге и в 1792 году поступил волонтёром на военную службу с назначением в Невский 1-й пехотный полк.
4 марта 1793 года присвоено звание капрала, а 3 июля 1793 года — звание сержанта.
29 июля 1797 года был назначен в полковой штаб, где 29 ноября того же года было присвоен чин подпоручика, а 20 апреля 1800 года — чин поручика.
С 1 апреля 1805 года в чине капитана начал службу в штабе генерала барона Леонтия Леонтьевича Беннигсена. Участвовал в военной кампании 1806—1807 годов против французов — битве при Пултуске (1806), битве при Бергфриде и битве при Прейсиш-Эйлау.
24 февраля 1808 года назначен в штаб армии генерала графа Фёдора Фёдоровича Буксгевдена и участвовал в боевых действиях русско-шведской войны на территории Финляндии.
24 февраля 1808 года ему был присвоен чин майора с переводом в Генеральный штаб.
21 февраля 1811 года было присвоен чин подполковника с которым он участвовал в Отечественной войне 1812 года и Заграничных походах 1813—1814 годов.
30 января 1814 года был присвоен чин полковника. 21 мая 1819 года заменил полковника Отто фон Фиандта (Otto von Fieandt) (1762—1823) на посту директора Финляндского кадетского корпуса.
17 апреля 1822 года был присвоен чин генерал-майора.
С 8 мая 1831 года по 8 марта 1832 года был в должности вице-канцлера Императорского Александровского университета. 18 декабря 1834 года вышел в отставку.
Скончался 5 июля 1844 года в возрасте 69 лет в имении Лийматта (Liimatan kartano) в Выборге.

## Награды
- Орден Святого Владимира 4-й степени с бантом (1808 год)
- Орден Святой Анны 2-й степени (22 июля 1818 года)
- Орден Святого Георгия 4-го класса (№ 3450, 26 ноября 1819 года)
- Орден Святой Анны 1-й степени (22 августа 1829 года)[3]

## Семья
- Отец — Петер Вильгельм Теслефф (Peter Wilhelm Thesleff) (1735—1818), ратман, титулярный советник
- Мать — Кристина Амалия Ладо (Kristina Amalia Lado) (1752—1805)
- Жена — Анна Хелена фон Брандт (Anna Helena von Brandt) (1781—1873), в браке с 21 августа 1802 года.
  - Дочь — Шарлотта Ловиса (Charlotta Lovisa Thesleff) (1804—1846)
  - Сын — Петер Фредрик (Peter Fredrik Thesleff) (1805—1812)
  - Дочь — Элизабет Мария (Elisabet Maria Thesleff) (1807—1829)
  - Сын — Александр Адам (Alexander Adam Thesleff) (1810—1856), генерал-майор, выборгский губернатор.
  - Сын — Петер Карл (Peter Carl Thesleff) (1812—1831)
  - Дочь — Анна Амалия (Anna Amalia Thesleff) (1815—1891)
  - Дочь — Амалия Мария (Amalia Maria Thesleff) (1817—1898)
  - Сын — Юхан Кристиан (Johan Christian Thesleff) (1819—1831)
  - Дочь — Мария Шарлотта (Maria Charlotta Thesleff) (1823—1883)
  - Сын — Фредрик Вильгельм (Fredrik Wilhelm Thesleff) (19.9.1824, Фридрихсгам — 26.11.1893, Лийматта), полковник, министр
    - Внук — Теслев, Фредрик (1859—1913), архитектор
    - Внук — Теслев, Артур (1871—1920), ботаник